# Ozeanrudern

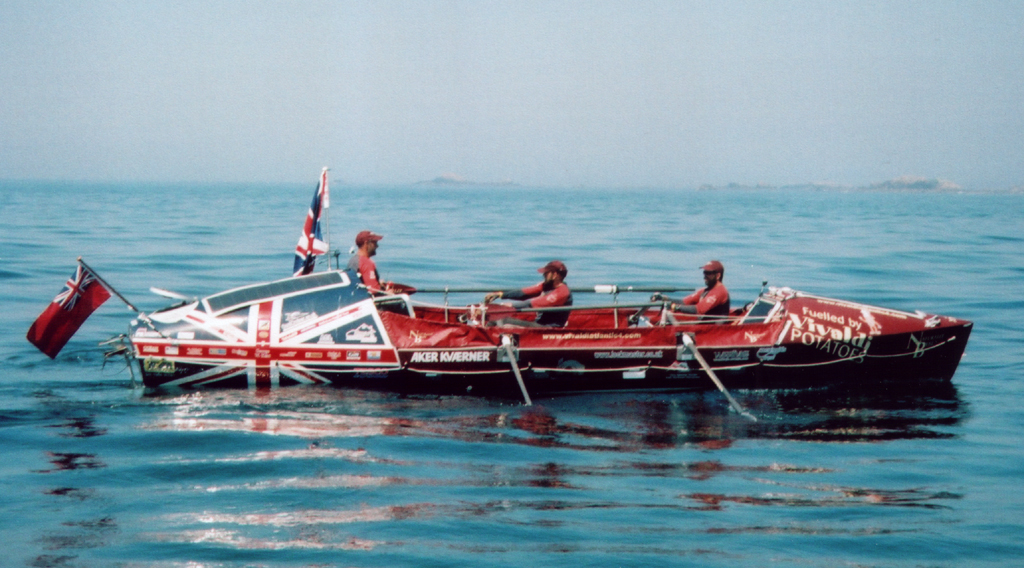
Ozeanruderboot mit zwei Ruderplätzen und vier Mannschaftsmitgliedern (Vivaldi Atlantic 4 mit Boot Naturally Best, Juli 2005)

Als Ozeanrudern wird die Überquerung von Ozeanen mit Ruderbooten mit sportlich begründeter Motivation bezeichnet. Vorhaben dieser Art stellen eine Überschneidung von verschiedenen Elementen aus dem konventionellen Rudersport, dem Extremsport und dem Abenteuersport dar.

## Geschichte

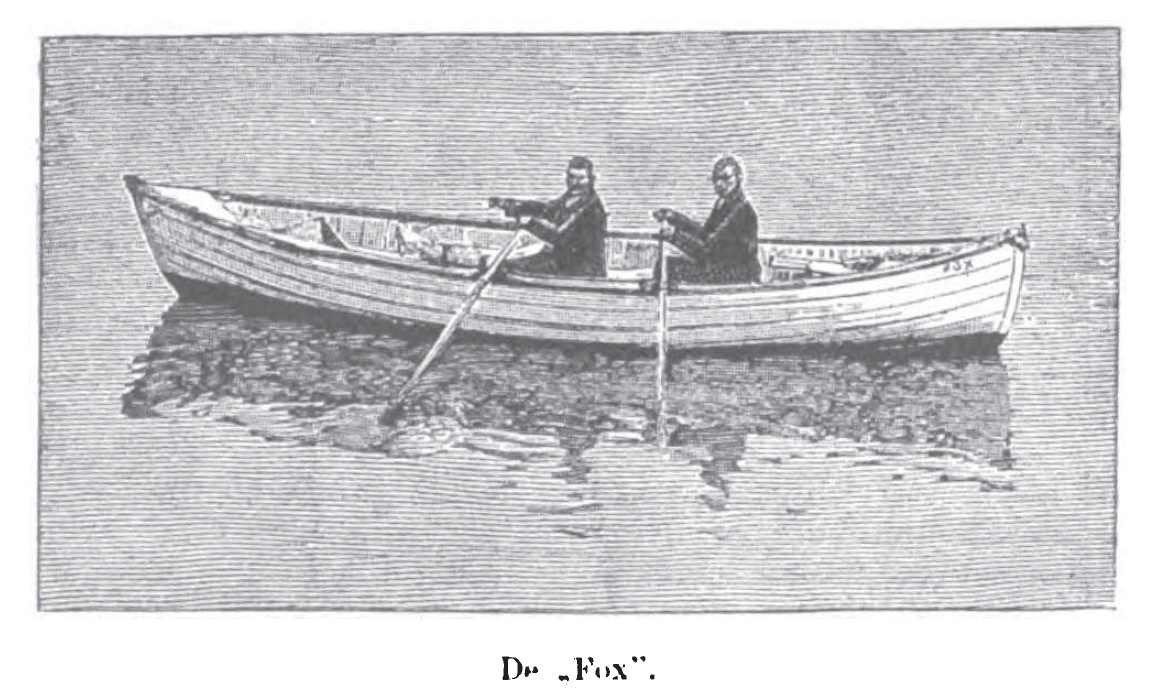
Frank Samuelsen und George Harbo überqueren 1896 erstmals rudernd einen Ozean – im offenen Holzboot „Fox“

Als erste Ozeanüberquerung gilt der erfolgreiche Versuch des norwegisch-amerikanischen Duos Frank Samuelsen und George Harbo. Am 6. Juni 1896 starteten sie im Battery Park an der Südspitze Manhattans mit dem offenen Holzruderboot „Fox“. Nach ca. 6000 zurückgelegten Kilometern erreichten sie nach 55 Tagen und 13 Stunden die Scilly-Inseln vor der Südwestspitze Englands, um danach noch bis nach Frankreich weiter zu rudern. Samuelsen und Harbo verdienten sich mit der ersten Atlantikquerung eine Prämie von 10.000 Dollar, die vom New Yorker Magazin Police Gazette ausgelobt worden war. Die nächsten Überquerungsversuche, ebenfalls ostwärts im Nordatlantik, fanden erst in den 1960er-Jahren statt. Bis zum Jahr 1981 wurden gut 30 Rudervorhaben auf mittlerweile allen drei großen Ozeanen gestartet, die wegen der damals üblichen spärlichen technischen Ausrüstung heute als „historische Ozeanquerungen“ (englisch historic ocean rows) bezeichnet werden. Mehr als die Hälfte der historischen Querungen war nicht erfolgreich, einige Mannschaften verloren auf See ihr Leben.
Seit 1982 wird aus Sicherheitsgründen konsequenter auf technische Ausrüstung zurückgegriffen. Die Zahl der Expeditionen stieg ab ca. dem Jahr 2000 stark an, so dass mit Stand März 2017 rund 700 Vorhaben bekannt sind. Trotz des Einsatzes moderner Technik scheitern bis heute viele Ozeanruderer an der Querung, häufig wegen Verletzungen oder technischer Probleme. Todesfälle und vermisste Mannschaften sind selten geworden.
Als das Ozeanrudern populär wurde, entwickelten sich schnell Wettbewerbe. Die Atlantic Challenge wird seit 1997 in zweijährigem Rhythmus (mit Ausnahmen), seit 2015 jährlich veranstaltet und ist der bekannteste und größte Wettbewerb. Über den Pazifik von Kalifornien nach Hawaii führt seit 2014 das Great Pacific Race; daneben gibt es weitere kleinere Wettbewerbe. Von den rund 700 dokumentierten Expeditionen (Stand: März 2017) haben ca. 370 im Kontext eines Wettbewerbes stattgefunden und ca. 330 auf individueller Basis.

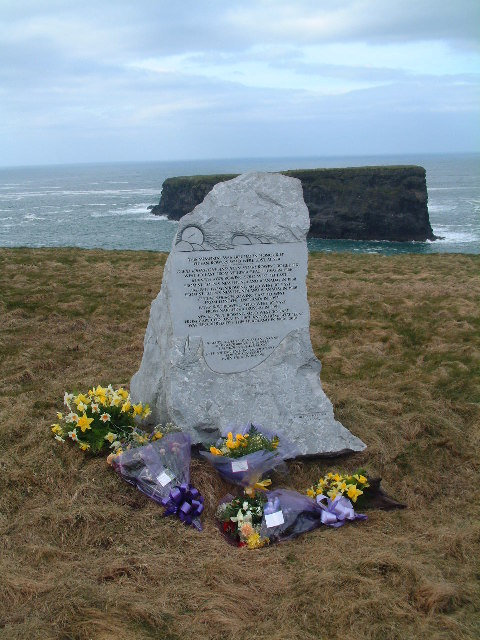
Das Ocean Rower Memorial an der Westküste Irlands erinnert an Ozeanruderer, die auf einer Querung verstorben sind oder vermisst wurden

Infolge der unvermeidlichen Gefahren auf See sind im Laufe der Geschichte des Ozeanruderns bekannterweise acht Personen ums Leben gekommen (Stand 2017). Nur ein Leichnam, jedoch alle sieben havarierten Boote konnten dabei aufgefunden werden. An der Westküste Irlands erinnert seit 2003 das Ocean Rower Memorial an die auf See verstorbenen Ruderer.
Im Jahre 1983 wurde von Kenneth Frank Crutchlow (1944–2016) und Peter Bird die Ocean Rowing Society gegründet, die seit 2006 ein internationaler Verein mit Sitz in England und den Vereinigten Staaten ist. Sie wirkt als Interessensvertreter der Ozeanruderer und führt diverse Statistiken zu erfolgreichen und abgebrochenen Ruderprojekten. Die Organisation wirkt auch als Schiedsrichter über Ozeanruderprojekte gegenüber Guinness World Records.

## Ruderboote und -technik
Für das Ozeanrudern werden spezialisierte Ruderbootstypen genutzt, die mit den Sportruderbooten aus dem konventionellen Rudersport nur wenige Eigenschaften teilen. Häufig konzipieren oder bauen Ozeanüberquerer ihre Boote im Vorfeld der Überquerung selbst oder kaufen gebrauchte Boote und rüsten sie entsprechend ihrem Vorhaben aus und um. Ozeanruderboote sind vollständig hochseetauglich bezüglich der Auftriebseigenschaften bei rauer See und das Vorhandensein von Navigations- und Funkgeräten, Seenot-Ausrüstung (Notfunkbake, Rettungsfloß) und Trinkwasseraufbereitern ist üblich. Auch Satellitentelefon und -internet sind heutzutage in praktisch jedem Ozeanruderboot an Bord verfügbar. Im Heck oder im Bug des Bootes befinden sich abschließbare Kabinen, in denen die Sportler schlafen und sich bei Sturm aufhalten, sowie Vorräte lagern. Im Falle einer Kenterung richten sich alle modernen Ozeanruderboote konstruktionsbedingt von selbst wieder auf. Als Fertigungsmaterialien werden vor allem moderne Faserverbundwerkstoffe genutzt, die robust und zugleich leicht sind. Das Leergewicht der Boote liegt dennoch bei einigen hundert Kilogramm, beladen mit der notwendigen Ausrüstung und Verpflegung bringen die meisten Exemplare zu Beginn einer Expedition über eine halbe Tonne auf die Waage.
Hinsichtlich der Rudertechnik ähneln sich das Ozeanrudern und der konventionelle Rudersport. Komponenten wie die Dolle, der Rollsitz sowie Skulls oder Riemen sind auch bei Ozeanruderbooten zu finden. Aufgrund der erheblich höheren Masse und anderer Bootsrumpfformen der Ozeanboote ist die dynamische Ausführung des Ruderschlages allerdings deutlich unterschiedlich. Ozeanruderboote können als Einer, Zweier, Vierer oder als größeres Mannschaftsboot mit bis zu 16 Sportlern gebaut werden. Varianten mit mehr als vier Sportlern sind jedoch selten.
Konzeptionell haben sich zwei Typen von Ozeanruderbooten etabliert, die sich in Bauform und Geschwindigkeit sowie einigen Sicherheitsaspekten unterscheiden. Der klassische oder traditionelle Typ (classic class) ist etwas langsamer und lagestabiler, Autopiloten zur Steuerung sind nicht erlaubt. Die Bootsform der offenen Klasse (open class) erlaubt das Ausnutzen von Schiebewind, ist weniger lagestabil und kann mit einem Autopiloten betrieben werden. Bei Wettbewerben werden Teilnehmer wegen der Geschwindigkeitsunterschiede typischerweise in separaten Wertungen für beide Bootstypen erfasst.

## Ablauf und Taktik

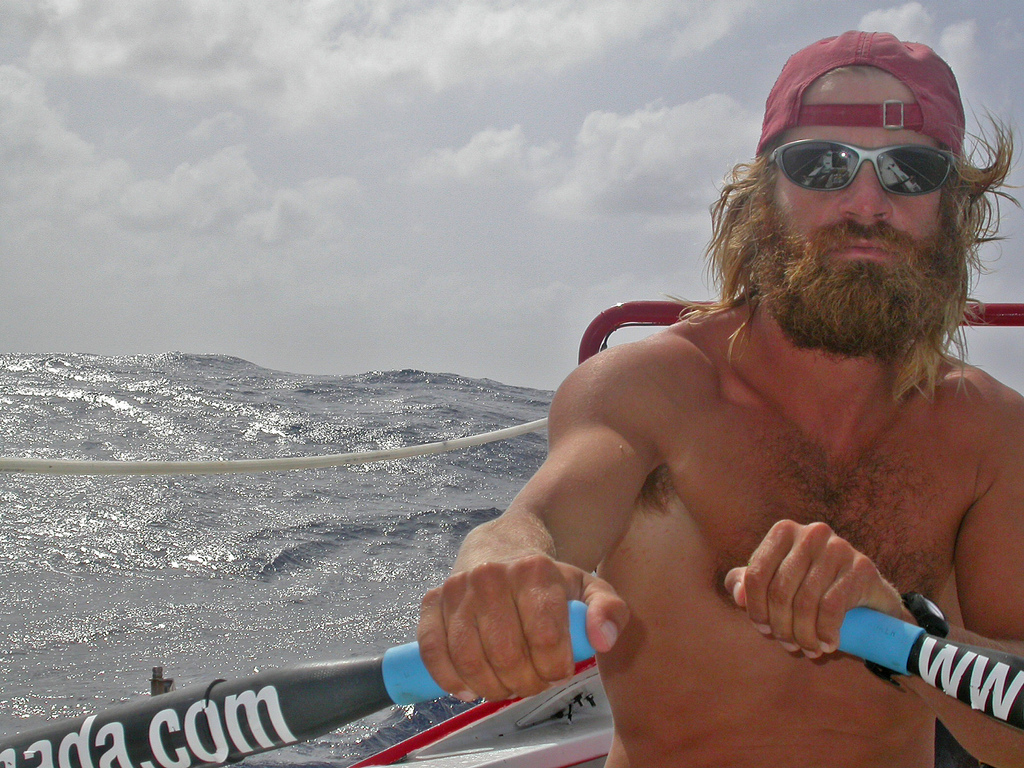
Der Ozeanruderer Colin Angus auf dem Atlantik (Juni 2014)

Die Vorbereitung einer Ozeanüberquerung nimmt mehr als ein Jahr in Anspruch. Neben den sportlichen Fähigkeiten müssen alle Teilnehmer verpflichtend Zertifikate über die Fähigkeit des ordnungsgemäßen Gebrauchs seemännischer Hilfsmittel und Geräte vorweisen, vor allem für Funk und Navigation. Darüber hinaus sind Kurse zum Überlebenstraining und Erster Hilfe auf See notwendig.
Ozeanruderer operieren während der gesamten Expedition autark und ohne Begleitboot oder -schiff, sie nehmen also die komplette benötigte Ausrüstung und Nahrungsmittel beim Start der Überquerung an Bord. Unterwegs ist lediglich der Gebrauch einer Meerwasserentsalzungsmaschine, Fischerei und das Sammeln von Regenwasser erlaubt. Am Kiel des Bootes ist ein Innenballast-Tank angebracht, in dem Trinkwasser für den Notfall eingefüllt ist. Beim Ausfall der technischen Entsalzungsmaschine können die Ruderer von dem Ballast trinken und die Zeit bis zur Rettung überbrücken. Um in einem Wettbewerb am Ziel gewertet zu werden, muss der Innenballast-Tank jedoch unberührt bleiben – er stellt ein Sicherheitsmerkmal dar, der bei einer Kenterung das selbstständige Wiederaufrichten des Bootes unterstützt.
Stark eingeschränkt ist weiterhin die Kommunikation mit der Außenwelt. Die Nutzung von Satellitentelefonen, Radio und mittlerweile auch E-Mails ist erlaubt, darüber hinaus darf keine externe Hilfe in Anspruch genommen werden. Ozeanruderer betreiben jedoch mittlerweile Blogs während der Expedition und versuchen damit, ihre Querung für kommerzielle oder gemeinnützige Zwecke öffentlichkeitswirksam zu nutzen.
Unterwegs verbringen die Ruderer die meiste Zeit rudernd und schlafend. Bei Mannschaftsbooten wird meist rotierend das Boot gerudert, welches dann zu jeder Zeit in Bewegung ist. Einer-Ruderer legen regelmäßige Pausen ein und lassen den Kurs des Bootes in der Schlafphase von einem Alarmsystem überwachen. Zu den Aufgaben der Besatzung gehören auch das Steuern, die Achtung des Seeverkehrs und die Beobachtung des Wetters. Eine Atlantikquerung dauert typischerweise zwischen eineinhalb und vier Monaten, abhängig von Bootstyp, Mannschaftsstärke, Wetter und Route.

## Routen und Rekorde
Die Passage über den südlichen Nordatlantik ist mit Abstand am beliebtesten unter Ozeanruderern. In westliche Richtung wird dabei meist von Portugal, Nordafrika oder den Kanarischen Inseln zu einer Insel der Kleinen Antillen gerudert (z. B. Antigua oder Barbados). Auch in der Gegenrichtung werden verschiedene Routen gewählt, ebenso auf den seltener befahrenen anderen Ozeanen. Die Vergleichbarkeit der Zeiten ist daher stark eingeschränkt und bestenfalls innerhalb eines Wettbewerbes sinnvoll möglich. Dennoch werden Rekordzeiten für besonders schnelle Überquerungen aller Ozeane durch die Ocean Rowing Society und Guinness World Records geführt.

## Sonstiges
Vom Ozeanrudern zu unterscheiden ist das Küstenrudern im küstennahen Bereich der Meere, das deutlich stärker dem konventionellen Rudersport gleicht, jedoch nicht auf Binnengewässern stattfindet.